# Open Source Initiative
La Open Source Initiative (OSI, en español Iniciativa para el Código Abierto) es una organización dedicada a la promoción del código abierto. Fue fundada en febrero de 1998 por Bruce Perens y Eric S. Raymond.

## Historia
Como una especie de campaña, el "código abierto" fue lanzado en 1998 por Christine Peterson, Jon "maddog" Hall, Larry Augustin, Eric S. Raymond, Bruce Perens y otros.
El grupo adoptó la Open Source Definition (Definición de Código Abierto) para el software de código abierto, basada en las Directrices de Software Libre Debian. También establecieron la Iniciativa de Código Abierto (OSI) como una organización administradora para el movimiento. Sin embargo, no tuvieron éxito en su intento de asegurar una marca registrada para controlar el uso del término "código abierto".
En 2008, en un aparente esfuerzo por reformar la gobernanza de la organización, la Junta Directiva de la OSI invitó a 50 personas a unirse a un grupo de "Miembros Fundadores". La membresía completa de los Miembros Fundadores nunca ha sido revelada públicamente, y el grupo de Miembros Fundadores se comunicaba a través de una lista de correo con suscripción cerrada, "osi-discuss", con archivos no públicos.
En 2012, bajo el liderazgo del director y entonces presidente de OSI, Simon Phipps, la OSI comenzó la transición hacia una estructura de gobernanza basada en la membresía. La OSI inició un programa de Membresía Afiliada para "asociaciones sin fines de lucro reconocidas por el gobierno y organizaciones industriales y académicas sin fines de lucro en cualquier parte del mundo". Posteriormente, la OSI anunció un programa de Membresía Individual y enumeró varios Patrocinadores Corporativos.
El 8 de noviembre de 2013, la OSI nombró a Patrick Masson como su gerente general. Desde agosto de 2020 hasta septiembre de 2021, Deborah Nicholson fue la gerente general interina. Bajo su dirección interina, se llevó a cabo la votación y elección con resultados y luego se detuvo y se programó para una nueva elección debido a vulnerabilidades en el proceso electoral. "Esta semana encontramos una vulnerabilidad en nuestros procesos de votación que fue explotada y tuvo un impacto en el resultado de la reciente Elección de la Junta."
En enero de 2020, el fundador Bruce Perens dejó OSI debido a controversias con respecto a una nueva licencia (la Licencia de Autonomía Criptográfica), que había sido propuesta para la aprobación de OSI. Más tarde, en agosto de 2020, Perens explicó sus preocupaciones: "Creamos una torre de babel de licencias. No diseñamos la conformidad con las licencias y tenemos un tremendo problema de no conformidad que no está mejorando. No podemos permitirnos demandar a nuestros infractores de derechos de autor."
Eric S. Raymond, otro cofundador de OSI, fue posteriormente prohibido de la lista de correo de OSI en marzo de 2020.
En noviembre de 2020, la junta directiva anunció la búsqueda de un director ejecutivo que concluyó en septiembre de 2021 con el nombramiento de Stefano Maffulli.

## Relación con el movimiento del software libre
Tanto el movimiento del software libre como la Iniciativa de Código Abierto surgieron de una historia común de Unix, el software libre y la cultura hacker, pero sus objetivos y filosofía básica difieren. El movimiento del software libre se centra más en la ética del software, mientras que sus contrapartes de código abierto se centran más en los beneficios prácticos. La Iniciativa de Código Abierto eligió el término "código abierto", en palabras del miembro fundador Michael Tiemann, para "eliminar la actitud moralizadora y confrontativa que se había asociado con el software libre" y en su lugar promover ideas de código abierto sobre "bases pragmáticas y comerciales".
Tan temprano como en 1999, el cofundador de OSI, Perens, objetó el "cisma" que se estaba desarrollando entre los partidarios de la Free Software Foundation (FSF) y la OSI debido a sus enfoques dispares. Perens había esperado que la OSI simplemente sirviera como una "introducción" a los principios de la FSF para "no hackers". Richard Stallman de la FSF ha criticado enérgicamente a la OSI por su enfoque pragmático y por ignorar lo que considera el "imperativo ético" central y el énfasis en "la libertad" que subyace al software libre tal como él lo define. Sin embargo, Stallman ha descrito su movimiento de software libre y la Iniciativa de Código Abierto como campos separados dentro de la amplia comunidad del software libre y ha reconocido que, a pesar de las diferencias filosóficas, los partidarios del código abierto y del software libre "a menudo trabajan juntos en proyectos prácticos."
El 23 de marzo de 2021, en respuesta a la reincorporación de Richard Stallman a la junta de la Free Software Foundation, la OSI emitió un comunicado instando a la FSF a "responsabilizar a Stallman por su comportamiento pasado, removerlo del liderazgo de la organización y trabajar para abordar el daño que causó a todos aquellos a quienes excluyó: aquellos a quienes considera menos dignos y aquellos a quienes ha lastimado con sus palabras y acciones". La OSI también declaró que no participaría en ningún evento que incluyera a Stallman y "no podría colaborar con la Free Software Foundation hasta que Stallman fuera removido del liderazgo de la organización".

## Miembros de la junta
Desde febrero de 2024, la Junta Directiva de la Iniciativa de Código Abierto está conformado por:
- Aeva Black
- Anne-Marie Scott
- Pamela Chestek
- Gaël Blondelle
- Carlo Piana
- Tracy Hinds
- Thierry Carrez
- Sayeed Choudhury
- Catharina Maracke
- Josh Berkus
- Justin Colannino

Miembros pasados de la junta incluyen:
- Matt Asay
- Brian Behlendorf
- L. Peter Deutsch
- Ken Coar
- Danese Cooper
- Molly de Blanc
- Chris DiBona
- Karl Fogel
- Richard Fontana
- Rishab Aiyer Ghosh
- Mike Godwin
- Harshad Gune
- Christine Hall
- Leslie Hawthorn
- Joi Ito
- Jim Jagielski
- Fabio Kon
- Raj Mathur
- Martin Michlmayr
- Mike Milinkovich
- Ian Murdock
- Russ Nelson
- Nnenna Nwakanma
- Andrew C. Oliver[23]
- Bruce Perens *Simon Phipps
- Allison Randal
- Eric S. Raymond
- Guido van Rossum
- Chip Salzenberg
- Tim Sailer
- Alolita Sharma
- Josh Simmons
- Carol Smith
- Bruno Souza
- Paul Tagliamonte
- Michael Tiemann
- Luis Villa
- Tony Wasserman
- Sanjiva Weerawarana
- Stefano Zacchiroli
- Chris Lamb
- Faidon Liambotis